# Územní výsost
Územní výsost (territorial supremacy) znamená v mezinárodním právu výlučnou a suverénní moc státu nad určitým územím. 
Jde především o vlastní státní území, vůči němuž je stát tzv. územním suverénem, někdy však územní výsost nebo jednotlivá práva z ní vyplývající (tzv. výsostná práva) vykonává i mimo něj, např. v případě svých lodí či letadel nebo na území svých diplomatických zastupitelství. Dříve tomu tak bylo i na mandátních či poručenských územích. Jestliže stát okupuje území jiného státu, za výkon územní výsosti se to nepovažuje. Mezinárodní smlouvou se stát může ve výkonu své územní výsosti omezit, jak je to např. v případě mořských průplavů, demilitarizovaných území (viz demilitarizace levého břehu Rýna Versailleskou smlouvou z roku 1919) nebo v případě vojenských základen cizího státu.